# Typhlomys taxuansis
Typhlomys taxuansis — вид гризунів родини малабаркових (Platacanthomyidae). Це ендемік північно-західного В'єтнаму, де він мешкає на висоті від 2000 до 2200 м над рівнем моря. Його природне середовище існування — вологі та туманні гірські ліси.
Голотип мав довжину від голови до крижа 85 мм, хвіст 117 мм і вагу 21,1 грама, що робить його одним із найбільших представників роду Typhlomys. 
Видова назва, taxuansis, означає «від Tà Xuà» і стосується до природного заповідника, який є типовим місцем проживання цього виду. 
Оскільки він був виявлений нещодавно, його стан збереження ще не оцінено, але його описувачі запропонували класифікувати його як вид із мінімальним ризиком через стабільність його популяцій та поширення.